# Каганович, Авраам Львович
Авраам (Абрам) Львович Каганович (8 сентября 1918 — 3 февраля 1976) — советский искусствовед, автор ряда книг по истории русского и советского искусства, доктор искусствоведения, профессор.

## Биография
Авраам Каганович родился 8 сентября 1918 года. В 1937 году поступил в Ленинградский институт живописи, скульптуры и архитектуры, который окончил в 1943 году, получив диплом искусствоведа.
В течение многих лет Авраам Каганович преподавал в Институте живописи, скульптуры и архитектуры имени И. Е. Репина, вёл курс по истории русского искусства XVIII — второй половины XIX века, был заведующим кафедрой русского и советского искусства факультета теории и истории искусств.
Авраам Каганович написал ряд монографий, посвящённых истории русского искусства XVIII—XIX веков, а также творчеству художников Антона Лосенко, Андрея Мыльникова, Иосифа Серебряного, скульпторов Феодосия Щедрина, Ивана Теребенёва, Михаила Козловского, Ивана Мартоса и других. Среди публикаций Кагановича искусствоведы особо выделяют его фундаментальную монографию 1963 года «Антон Лосенко и русское искусство середины XVIII столетия», характеризуя её как «фундаментальное исследование творчества одного из основоположников русской академической школы» и «единственный глубокий научный труд, посвящённый родоначальнику русской исторической картины».
Скончался 3 февраля 1976 года. Похоронен на Комаровском кладбище.

## Сочинения А. Л. Кагановича

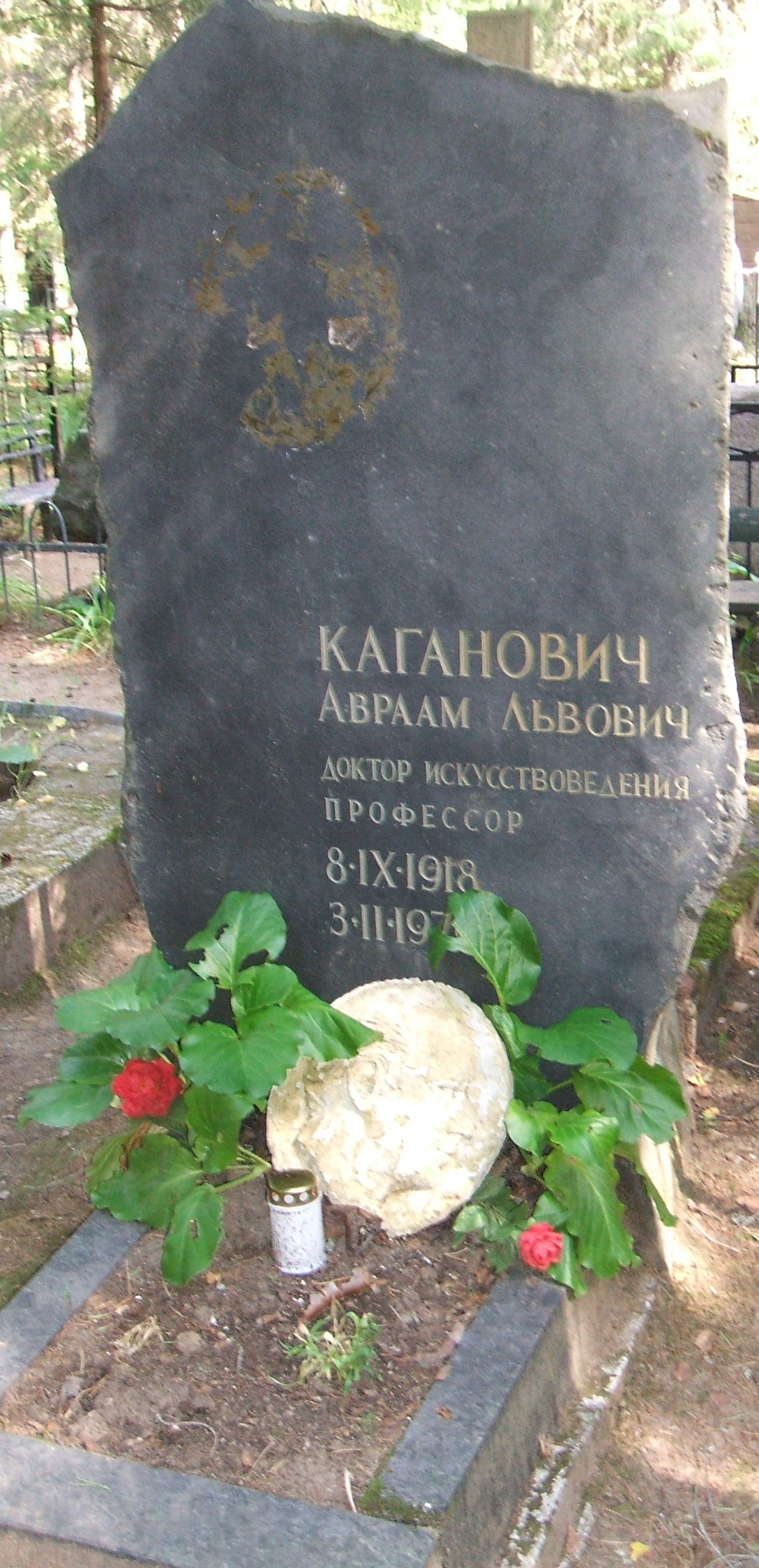
Могила А. Л. Кагановича на Комаровском кладбище

- Феодосий Федорович Щедрин. — М.: Искусство, 1953
- Иосиф Александрович Серебряный. — М.: Советский художник, 1955
- Иван Иванович Теребенев. — М.: Искусство, 1956
- Михаил Иванович Козловский. — М.: Изогиз, 1959 (составитель и автор вступительной статьи)
- Иван Петрович Мартос. — М.: Изогиз, 1960 (составитель и автор вступительной статьи)
- История русского искусства. — М.: Издательство АХ СССР, 1961 (ответственный редактор)
- Антон Лосенко и русское искусство середины XVIII столетия. — М.: Издательство АХ СССР, 1963
- Памятник Минину и Пожарскому. — Л.: Художник РСФСР, 1964
- Русская скульптура. Избранные произведения. — Л.—М.: Советский художник, 1966 (составитель и автор вступительной статьи)
- Ленинград в блокаде: Акварели архитектора В. А. Каменского. — Л.: Художник РСФСР, 1972 (автор вступительной статьи)
- Медный всадник. История создания монумента. — М.: Искусство, 1975 (1-е издание), 1982 (2-е издание)
- Полтавская баталия. Мозаика М. В. Ломоносова. — Л.: Художник РСФСР, 1976
- Андрей Андреевич Мыльников. — Л.: Художник РСФСР, 1980 (1-е издание), 1986 (2-е издание)